# (21574) Ouzan
(21574) Ouzan (1998 RZ71) – planetoida z pasa głównego asteroid okrążająca Słońce w ciągu 4,9 lat w średniej odległości 2,88 j.a. Odkryta 14 września 1998 roku.